# 앤 E. 토드
앤 E. 토드(Ann Todd Phillips, 1931년 8월 26일 ~ 2020년 2월 7일)는 미국의 배우, 텔레비전 배우, 영화배우, 교사이다. 사인은 치매이다.

## 영화
- 정글 보이 봄바 5 (1951년)
- 쓰리 다링 다터스 (1948년)
- 해병의 자부심 (1945년)
- 킹스 로우 (1942년)
- 리멤버 더 데이 (1941년)
- 혈과 사 (1941년)
- 나의 계곡은 푸르렀다 (1941년)
- 파랑새 (1940년)
- 인터메조 (1939년)